# Juristenproces

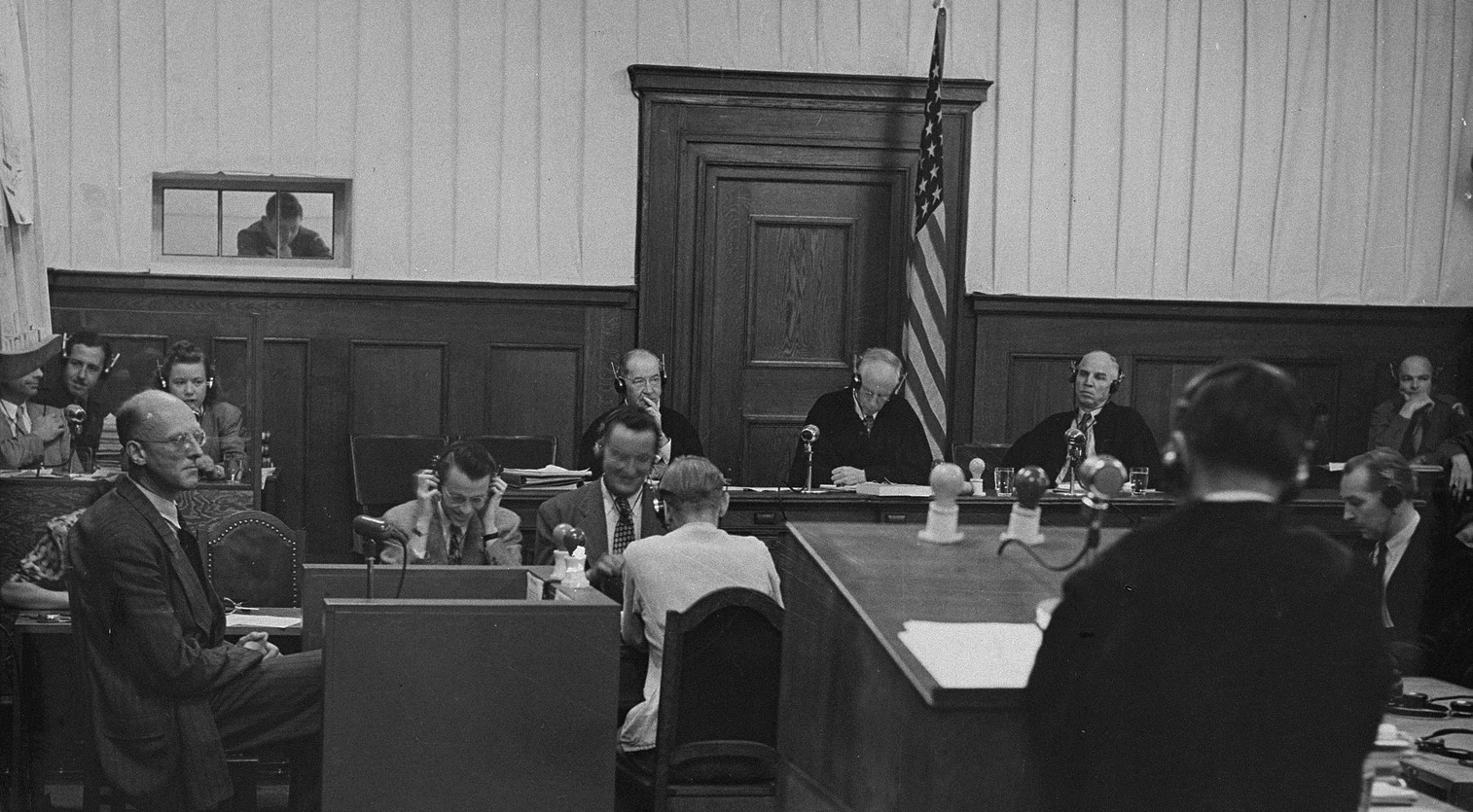
Getuige tijdens het Juristenproces

Het Juristenproces (officieel: Verenigde Staten van Amerika vs. Josef Altstötter, et al.) was het derde van twaalf processen die de Verenigde Staten na de Tweede Wereldoorlog in Neurenberg (deels ook in Frankfurt am Main) tegen verdachten van oorlogsmisdaden voerden. Deze processen werden - in tegenstelling tot het bekendere Proces van Neurenberg waar nazikopstukken werden berecht - niet voor een internationaal tribunaal gehouden maar voor Amerikaanse militaire rechtbanken. De twaalf processen vonden wel in dezelfde ruimte plaats.
De meest prominente figuren van de nazirechtspraak waren echter niet meer in leven in 1947. Reichsminister van Justitie Franz Gürtner was in januari 1941 overleden en Roland Freisler, staatssecretaris in het Reichsministerium van Justitie en later voorzitter van het Volksgerechtshof, stierf in februari 1945 bij een geallieerde luchtaanval. Minister van Justitie Otto Georg Thierack had zelfmoord gepleegd, net als de president van het Reichsgericht, Erwin Bumke. Hans Frank, "Reichsrechtsführer" en later gouverneur-generaal voor de bezette gebieden van Polen, was al in 1946 ter dood veroordeeld en geëxecuteerd in het Neurenbergproces van de belangrijkste oorlogsmisdadigers.
Het onderwerp van het juridische proces was de vaststelling en uitvoering van de nazi-terreurwetten, met name die welke betrekking hebben op de gebieden die tijdens de Tweede Wereldoorlog door de Duitse Wehrmacht werden bezet. Alleen die misdaden tegen de menselijkheid werden ten laste gelegd die verband hielden met deze criminele aanvalsoorlog, dus niet de gebeurtenissen tussen 1933 en 1939. De onderwerpen van het proces waren bijvoorbeeld de Volksschädlingsverordnung van 5 september 1939, de Polenstrafrechtsverordnung van 4 december 1941 of de Nacht-und-Nebel-Erclassificatieverordening van 7 december 1941. December 1941, waarmee vooral de speciale rechtbanken het criminele oorlogsdoel hadden gediend om alle ideologisch impopulaire personen (politieke tegenstanders, Joden, zigeuners, Polen, Russen en Oekraïners, "gewone misdadigers" en andere "asociale elementen") te vermoorden door het opleggen van talrijke doodvonnissen.
De vonnissen werden uitgesproken op 3 en 4 december 1947. Vier verdachten werden veroordeeld tot levenslange gevangenisstraf, vier anderen werden vrijgesproken. De rechtbank heeft ook gevangenisstraffen van vijf tot tien jaar opgelegd. In tegenstelling tot de procedure voor het Internationaal Militair Tribunaal en andere daaropvolgende processen zijn er geen doodvonnissen uitgesproken. De zin werd vaak als te mild beschouwd.

## Aanklacht
Bij het juristenproces waren er vier aanklachten:
I Deelnemen aan een gemeenschappelijk plan of complot om oorlogsmisdaden en misdaden tegen de menselijkheid te plegen.
II Oorlogsmisdaden door misbruik van het gerechtelijk en strafrechtelijk proces, met als gevolg massamoord, marteling en plundering van privé-eigendommen.
III Misdaden tegen de menselijkheid op dezelfde gronden, met inbegrip van beschuldigingen van slavenarbeid.
IV Lidmaatschap van een criminele organisatie, de NSDAP of SS-leiding.
De aanklachten I tot en met III waren gericht tegen alle verdachten, en aanklacht IV was alleen gericht tegen individuele verdachten. De kern van de aanklacht was "het nazi-rechtelijk systeem als strafrechtelijke instelling". Niet degenen die zich aan excessen schuldig hebben gemaakt, werden beschuldigd, maar degenen die als ambtenaren van het ministerie van Justitie de strafwetten hadden opgesteld en mede gestalte hadden gegeven, of die als openbare aanklagers of rechters van het Volksgerechtshof en de Speciale Rechtbanken deze hadden geëxecuteerd en daarmee de staat van onrecht hadden belichaamd. De verdachten waren die 'advocaten die de dolk onder het gewaad hadden gedragen' De aanklager was Telford Taylor, die ook de aanklacht van 4 januari 1947 had geschreven. Op verzoek van de verdediging en na onderzoek van de rechtsgrond is besloten om de samenzweringslast niet zelfstandig te horen.

## Aangeklaagden
| Aangeklaagde         | Foto | Rang                                                   | Functie | Schuldig aan aanklachten | Oordeel                                                                |
| -------------------- | ---- | ------------------------------------------------------ | --- | ------------------------ | ---------------------------------------------------------------------- |
| Josef Altstötter     |      | SS-Oberführer                                          | Ministerieel directeur en hoofd van het departement burgerlijk recht van het Reichsministerium van Justitie (RMJ) | IV                       | 5 jaar gevangenisstraf                                                 |
| Wilhelm von Ammon    |      |                                                        | Ministerieel Raadsman voor Strafrecht in de RMJ                                                                   | II, III                  | 10 jaar gevangenisstraf                                                |
| Paul Barnickel       |      |                                                        | Reichsanwalt op de Volksgerichtshof                                                                               |                          | Vrijspraak                                                             |
| Hermann Cuhorst      |      |                                                        | Voorzitter van de Senaat en voorzitter van de Bijzondere Rechtbank van Stuttgart                                  |                          | Vrijspraak                                                             |
| Karl Engert          |      | SS-Oberführer                                          | Ministerieel directeur in de RMJ, vice-voorzitter van het Volksgerichtshof                                        |                          | Niet veroordeeld wegens ziekte                                         |
| Günther Joel         |      | SS-Obersturmbannführer                                 | Ministerieel raadslid in de RMJ, toenmalig procureur-generaal in Hamm.                                            | II, III, IV              | 10 jaar gevangenisstraf                                                |
| Herbert Klemm        |      |                                                        | Staatssecretaris in de RMJ                                                                                        | II, III                  | Levenslang - verlaagd tot 20 jaar                                      |
| Ernst Lautz          |      |                                                        | Senior jurist bij het Volksgerichtshof                                                                            | II, III                  | 10 jaar gevangenisstraf, gratie in 1951                                |
| Wolfgang Mettgenberg |      |                                                        | Ministeriële dienst voor Strafrecht in RMJ met speciale verantwoordelijkheden bezette gebieden                    | II, III                  | 10 jaar gevangenisstraf - gestorven 1950                               |
| Günther Nebelung     |      |                                                        | Voorzitter van de IVe Senaat van het Volksgerichtshof                                                             |                          | Vrijspraak                                                             |
| Rudolf Oeschey       |      | Regionaal hoofd van het juridisch bureau van het NSDAP | Landgerichtsrat bij het Speciale Hof van Neurenberg                                                               | III, IV                  | Levenslang - verlaagd tot 20 jaar                                      |
| Hans Petersen        |      |                                                        | Lekenrechter van de I. Senaat van het Volksgerichtshof                                                            |                          | Vrijspraak                                                             |
| Oswald Rothaug       |      |                                                        | Voorzitter van het Speciale Hof van Neurenberg, laatst nog Reichsanwalt op het Volksgerichtshof.                  | III                      | Levenslang - verlaagd tot 20 jaar                                      |
| Curt Rothenberger    |      |                                                        | Voorzitter van het Hoger Gerechtshof in Hamburg, toenmalig staatssecretaris in de RMJ.                            | II, III                  | 7 jaar gevangenisstraf                                                 |
| Franz Schlegelberger |      |                                                        | Staatssecretaris in de RMJ en tijdelijk plaatsvervangend minister van Justitie van het Rijk                       | I, III                   | Levenslange gevangenisstraf, gratie in januari 1951 voor onbekwaamheid |
| Carl Westphal        |      |                                                        | Ministerieel raadslid in de RMJ                                                                                   |                          | Zelfmoord voor het begin van het proces                                |

## De redenen voor het arrest
In de motivering van het vonnis ging de rechtbank uitvoerig in op het argument van de verdediging dat de verdachten niet konden worden veroordeeld voor handelingen die ten tijde van het misdrijf niet strafbaar waren. De rechtbank verwierp deze bezwaren echter onder verwijzing naar algemeen erkende, zelfs ongeschreven, regels van internationaal recht die ten tijde van het misdrijf al van kracht waren, evenals de noodzaak voor de beschaafde wereld om een oordeel te vellen over het "draconische, corrupte nationaalsocialistische rechtssysteem".
Het 250 pagina's tellende gedrukte vonnis stelt als redenering:
"Eenvoudige moord of individuele gevallen van wreedheden zijn niet de basis voor de beschuldiging. De verdachten worden beschuldigd van zulke onmetelijke misdaden dat louter individuele gevallen van wreedheden in vergelijking onbeduidend lijken. De beschuldiging, kortom, is er een van opzettelijke deelname aan een systeem van wreedheid en onrechtvaardigheid dat over het hele land is verspreid en door de regering is georganiseerd, en van schending van de wetten van de oorlog en de wetten van de mensheid, begaan in naam van de wet onder het gezag van het ministerie van Justitie met de hulp van de rechtbanken. De dolk van de moordenaar was verborgen onder het gewaad van de rechter."

## Uitvoering van de straffen
Op 31 januari 1951 besloot de Amerikaanse Hoge Commissaris John Jay McCloy, na aanbeveling van een adviescommissie, de clementieverzoeken van Günther Joel, Ernst Lautz, Wilhelm von Ammon en Franz Schlegelberger, die in de Landsbergse gevangenis zaten, in te willigen en hen vrij te laten. Bovendien werden de straffen van Herbert Klemm, Rudolf Oeschey en Oswald Rothaug teruggebracht van levenslange gevangenisstraf naar 20 jaar.
Een aantal van de verdachten, zoals Lautz, Rothenberger en Schlegelberger, hebben op grond van hun vroegere activiteiten pensioenuitkeringen ontvangen in de Bondsrepubliek Duitsland. De naam Schlegelberger verscheen lange tijd als grondlegger van een commentaar op het Duitse Wetboek van Koophandel en andere juridische werken, zoals Das Recht der Gegenwart (ISBN 3-8006-2859-7).

## Publiek onthalen
Het General Office of Justice for the British Zone had al in 1948 in Hamburg het algemene gedeelte van het vonnis gepubliceerd, terwijl het speciale gedeelte met de uitleg over de werking van het nazi-rechtsysteem en over de daden van de individuele verdachten toen "alleen voor officieel gebruik" werd gepubliceerd.
De publicatie van het arrest in de DDR in 1969 werd in West-Duitsland nauwelijks opgemerkt.
Evenmin bevat de editie 1985 van Heribert Ostendorf de volledige tekst van de Duitse versie van het arrest. Dit werd pas in 1996 volledig herdrukt in de officiële vertaling van Lore Maria Peschel-Gutzeit.
Sommige auteurs, bijvoorbeeld Telford Taylor - voor de huidige advocaten en historici moet Klaus Bästlein als voorbeeld worden genoemd - schrijven aan dit gebrek aan documentatie van het vonnis toe dat de Duitse rechtspraak het vonnis voornamelijk heeft verworpen vanwege de vermeende schending van het beginsel "nullum crimen sine lege" of "nulla poena sine lege" en hebben het vonnis in de daaropvolgende periode niet behandeld.

## Verfilming
In 1961 was het juridische proces het onderwerp voor de Amerikaanse speelfilm Judgement in Neurenberg met Spencer Tracy, Burt Lancaster en Maximilian Schell in de hoofdrollen.